# لوفت‌هانزا سیتی‌لاین

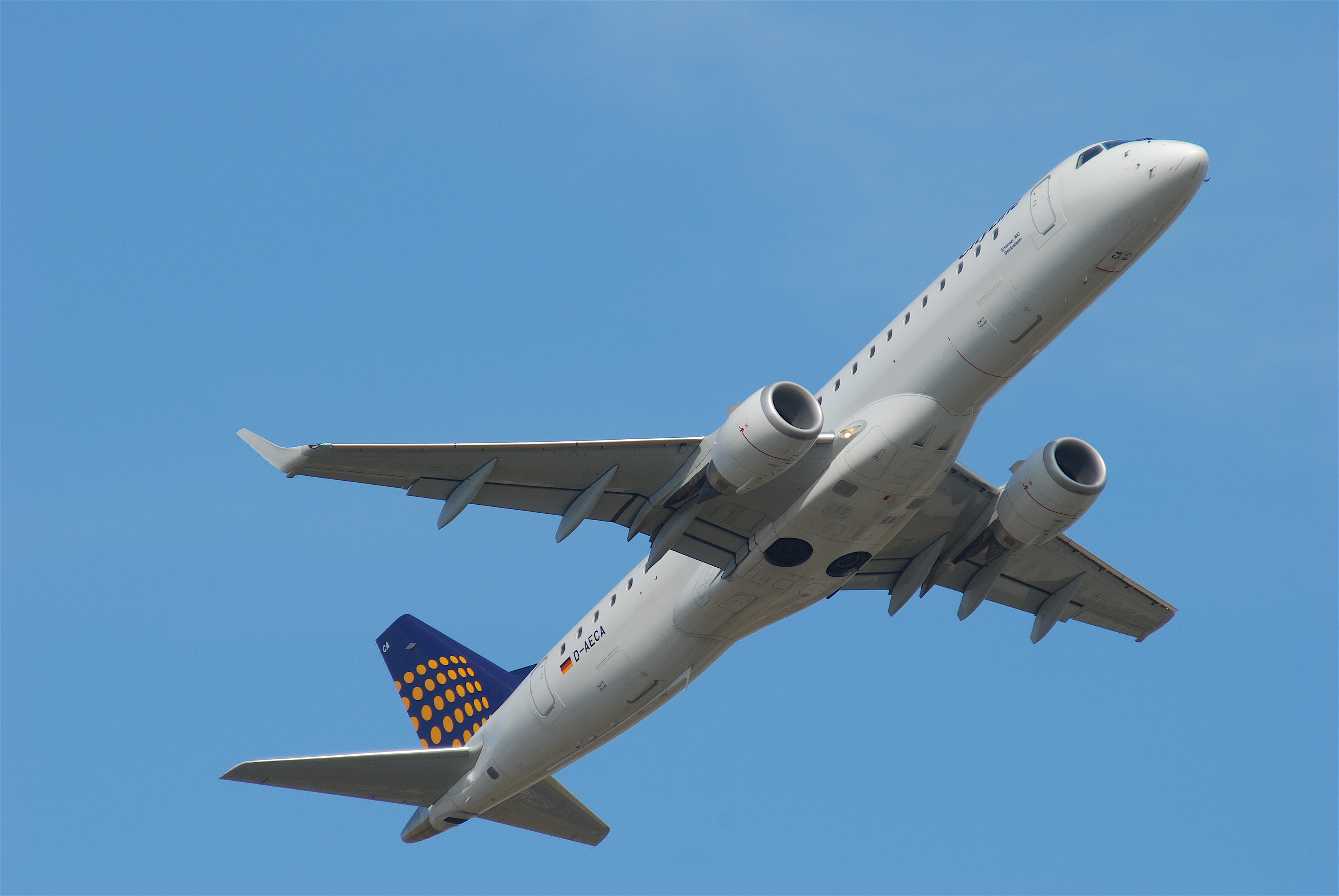
هواپیمای امبرائر ای‌آرجی ۱۹۰ متعلق به لوفت‌هانزا سیتی‌لاین

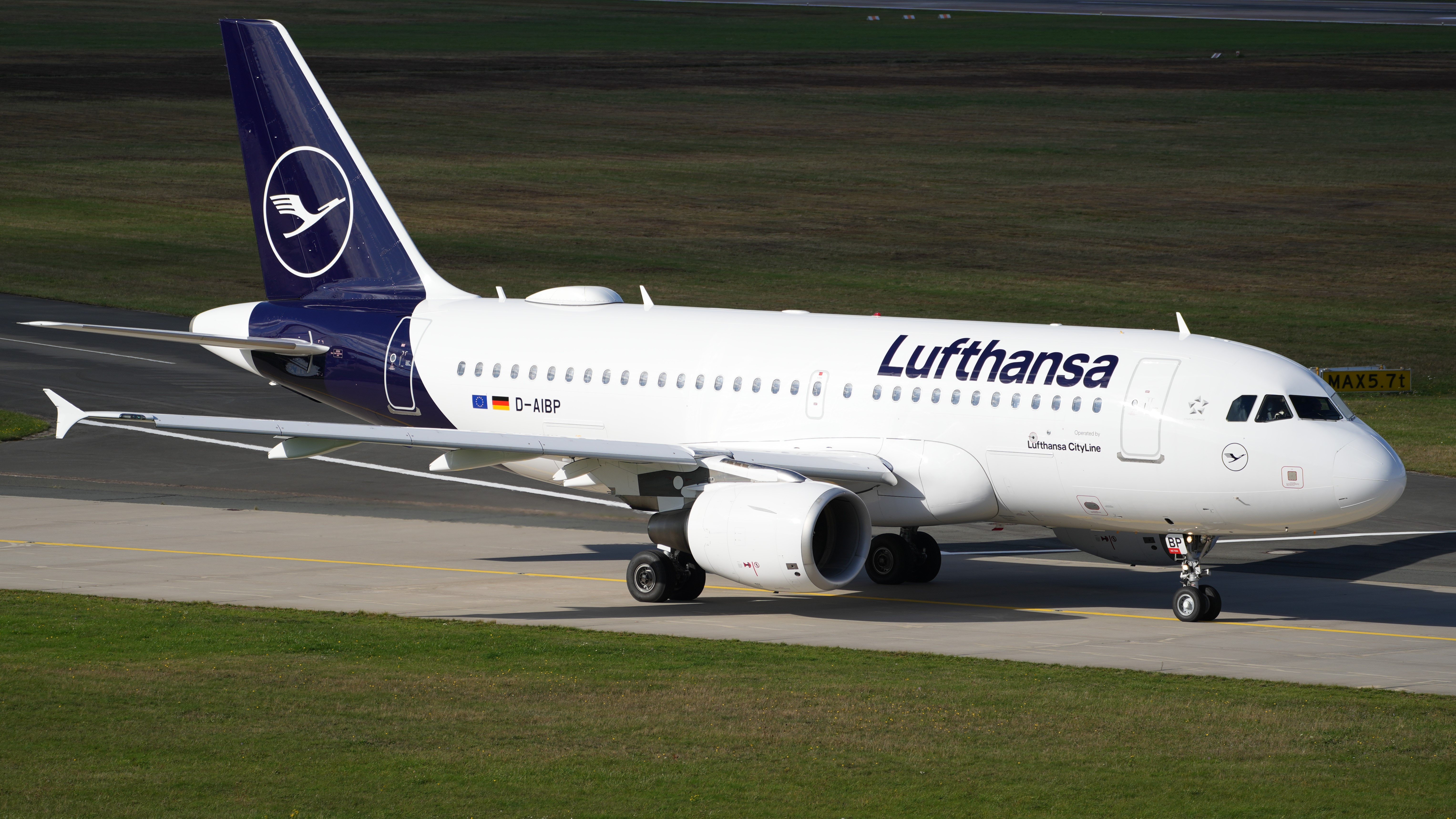
یک ایرباس ای۳۱۹ متعلق به لوفت‌هانزا سیتی‌لاین

لوفت‌هانزا سیتی‌لاین (به آلمانی: Lufthansa CityLine) شرکت هواپیمایی آلمانی است، که در سال ۱۹۵۸ تأسیس شد و در حال حاضر به‌عنوان زیرمجموعه‌ای از لوفت‌هانزا، روزانه به ۷۵ مقصد اروپایی پروازهای مستقیم دارد و به‌عنوان بزرگترین خطوط هواپیمایی منطقه‌ای اروپا شناخته می‌شود.
دفتر مرکزی شرکت لوفت‌هانزا سیتی‌لاین در شهر کلن، آلمان قرار دارد و فرودگاه بین‌المللی فرانکفورت و فرودگاه مونیخ، قطب‌های این شرکت هواپیمایی به‌شمار می‌آیند. این شرکت در حال حاضر در ناوگان هوایی خود، دارای ۵۷ فروند هواپیمای جت مسافربری می‌باشد.